# Bandar Imam Khomeini
Bandar Imam Khomeini (Perzisch: بندرامام خمینی; "Haven van Khomeini"), ook gespeld als Bandar-e-Imam Khomeini of kortweg Bandar Imam, is een havenstad aan noordzijde van de baai Khor Musa aan noordzijde van de Perzische Golf in de Iraanse provincie Khūzestān. Bandar Imam Khomeini telde in 2006 bij de volkstelling 67.078 inwoners. De stad ligt iets ten zuidwesten van de grotere havenstad (Bandar-e-)Mahshahr en op ongeveer 100 kilometer ten zuiden van Ahvaz.
De heette voor de Iraanse Revolutie Bandar Shahpur of Bandar-e-Sjahpoer (" Haven van de stad/plaats van de Sjah" ). Na de machtovername is de stad vernoemd naar Ayatollah Khomeini, die door zijn navolgers werd beschouwd als imam.
De stad ligt aan het einde van de Trans-Iraanse Spoorlijn, die Bandar Imam Khomeini en de Perzische Golf met de hoofdstad Teheran en de Kaspische Zee verbindt.

## Geschiedenis
Ten tijde van de Tweede Wereldoorlog bestond Bandar Shahpur slechts uit een pier, twee ankerplaatsen, een spooroverslagpunt (de Trans-Iraanse spoorlijn werd geopend in 1938) en een aantal opslaggebouwen met een nederzetting op een paar kilometers afstand. Aanvankelijk was de haven eigendom van een aantal Duitsers en Italianen, maar op 25 augustus 1941 werd het veroverd door een gezamenlijke Russisch-Brits-Indiase troepenmacht ondersteund door de Royal Navy. Het Duitse schip Hohenfels werd hierbij door de Britten tot zinken gebracht en vervolgens als oorlogsbuit gelicht en hernoemd tot Empire Kamal. Daarop werd de haven bestuurd door het 482e havenbataljon van het Amerikaanse leger en diende daarbij als een van de beide strategische bevoorradingspunten (het andere was Bushehr/Boesjir) voor geallieerde hulp over land aan de Sovjet-Unie (de Perzische Corridor via de Azerbeidzjaanse SSR; op basis van de Lend-Lease Act) en voor het opleggen en repareren van beschadigde handels- en oorlogsschepen. Daarvoor werden tijdens de oorlog nog drie ankerplaatsen aangelegd.

## Haven
De haven vormt een verschepingspunt voor containers, stortgoed en andere goederen met exclusieve toegang tot de voorzieningen van de IRISL (Islamic Republic of Iran Shipping Lines). De haven telt zeven terminals met 40 aanlegplaatsen met een totale lengte van 6,5 kilometer. De terminals worden ondersteund door opslaggebouwen met een totaalvolume van 171.000 m² en open opslagterreinen met een oppervlakte van 10,9 km².
| Type               | Aanlegplaatsen | Diepte (m) | Kadelengte (m) |
| ------------------ | -------------- | ---------- | -------------- |
| Goederen algemeen  | 29             | 12         | 3512           |
| Containers         | 5              | 11         | 1051           |
| Graansilo's        | 2              | 12         | 560            |
| Sleepboten         | 1              | 6          | 842            |
| Gulf               | 1              | 5          | 307            |
| Trans Terminal     | 1              | 4          | 75             |
| IJzererts (lossen) | 1              | 15         | 220            |